# Volcán de Tajogaite
Volcán de Tajogaite,es el nombre del volcán situado en el municipio de El Paso en la isla española de La Palma, Canarias. Aunque su denominación oficial es Tajogaite, antes de su oficialización algunos autores le han llamado Cumbre Vieja o Cabeza de Vaca,entre otros nombres. Es el volcán terrestre más joven del archipiélago. Se originó en la erupción que tuvo lugar desde el 19 de septiembre de 2021 al 13 de diciembre de ese mismo año, tras 85 días de actividad. Es la erupción histórica más larga registrada en la isla y la tercera en el archipiélago.

## Toponimia
Tajogaite es el nombre que recibe una zona de la isla de La Palma perteneciente al municipio de El Paso y situada al sur de Los Romanciaderos, cercana a la Montaña Rajada. El topónimo aparece frecuentemente a partir del siglo XVIII en registros locales vinculados a la propiedad de la tierra, sin embargo su utilización viene dada desde tiempos donde habitaban la isla los benahoaritas.

## Características
El volcán tiene una altura de 1120 metros sobre el nivel del mar, pero desde el punto más distante a la topografía preeruptiva, el cono principal del volcán tiene una altura de aproximadamente 200 metros (con base a 1080 m s. n. m.). Aparte de esta boca principal, el complejo del volcán de Tajogaite cuenta con 6 cráteres.
El cráter principal tiene un eje mayor de 172 metros y un eje menor de 106 metros.
La erupción de Tajogaite estuvo asociada con un sistema desacoplado de magma y gas que resultó en la emisión simultánea de flujos de lava y columnas de piroclasto de varios respiraderos. El manto de tefra o piroclasto representa entre el 7% y el 16% del volumen total de la erupción.
Según un estudio del Instituto Vulcanológico de Canarias, la existencia de una gran reserva de magma bajo la isla de La Palma, que alimentó el proceso eruptivo de Cumbre Vieja de 2021 que dio origen al volcán Tajogaite, puede alimentar nuevas erupciones en un futuro.

## Historia
El volcán comenzó su actividad el 19 de septiembre y finalizó el 13 de diciembre de 2021.
La zona de erupción se encuentra en el paraje llamado Montaña Rajada aunque el IGN lo sitúa en la zona de Cabeza de Vaca.
Tras 85 días de actividad el volcán había arrojado más de 200 millones de metros cúbicos de lava, había destruido 2988 inmuebles, la mayoría viviendas, y había sepultado 73,8 kilómetros de carreteras, cortando todas las vías terrestres del oeste de la isla. 
De las aproximadamente 7000 personas que fueron evacuadas en un perímetro de seguridad, cerca de 1000 comenzaron a retornar el 3 de enero de 2022, aquellos casos en los que sus viviendas no habían resultado dañadas por la lava. Para ello, previamente se tuvieron que realizar mediciones que descartaran la presencia de gases tóxicos y se debían de cumplir con ciertas normas: no acceder a garajes, trasteros o sótanos, donde aún podía haber bolsas de gases, mantener bien ventilada la vivienda, estar siempre acompañados y abandonar el lugar en caso de sentir mareos o náuseas.
En junio de 2022 se creó el Comisionado Especial del Gobierno para la Reconstrucción de la Isla de la Palma con rango de Subsecretaría de Estado y dependencia directa del Ministerio de la Presidencia, Relaciones con las Cortes y Memoria Democrática, siendo el Comisionado el palmero Héctor Izquierdo encargado de la coordinación e impulso de las actuaciones adoptadas por la Administración General del Estado para la reparación de los daños ocasionados por las erupciones volcánicas y para la reconstrucción de la Isla de La Palma.

## Protección
El 19 de diciembre de 2023 se anunció mediante un decreto ley en el BOC las medidas cautelares por la posible existencia de lugares de interés geomorfológico, por lo que quedarían protegidos el volcán de Tajogaite y su entorno, así como las dos fajanas. Esto entraba dentro de las medidas en materia territorial y urbanística para la recuperación económica y social de la isla de La Palma tras la erupción volcánica de 2021.